# Api Claudi Pulcre (germà)
Api Claudi Pulcre (llatí: Appius Claudius Pulcher, sovint Clodius, Clodi) va ser un magistrat romà. Era el fill més gran de Gai Claudi Pulcre, pretor l'any 56 aC. Formava part de la gens Clàudia.
A la mort de Publi Clodi Pulcre ell i el seu germà Api Claudi Pulcre (portava el mateix praenomen perquè havia estat adoptat pel seu oncle, de nom també Api) van ser els acusadors de Miló l'any 52 aC.
No es pot determinar si ell va ser cònsol l'any 38 aC, ja que també podria haver estat el seu germà el que assolís el càrrec.